# Літтл-Грасс-Веллі (Каліфорнія)
Літтл-Грасс-Веллі (англ. Little Grass Valley) — переписна місцевість (CDP) в США, в окрузі Плумас штату Каліфорнія. Населення — 25 осіб (2020).

## Географія
Літтл-Грасс-Веллі розташований за координатами 39°43′31″ пн. ш. 120°57′33″ зх. д. / 39.72528° пн. ш. 120.95917° зх. д. (39.725244, -120.959078).  За даними Бюро перепису населення США в 2010 році переписна місцевість мала площу 25,91 км², уся площа — суходіл.

## Демографія
Згідно з переписом 2010 року, у переписній місцевості мешкали 2 особи в 1 домогосподарстві у складі 1 родини. Густота населення становила 0 осіб/км².  Було 159 помешкань (6/км²).
Расовий склад населення:
| - 100,0 % — білих |

До двох чи більше рас належало 0,0 %. Частка іспаномовних становила 0,0 % від усіх жителів.
За віковим діапазоном населення розподілялося таким чином: 0,0 % — особи молодші 18 років, 100,0 % — особи у віці 18—64 років, 0,0 % — особи у віці 65 років та старші. Медіана віку мешканця становила 55,5 року. На 100 осіб жіночої статі у переписній місцевості припадало 100,0 чоловіків;  на 100 жінок у віці від 18 років та старших — 100,0 чоловіків також старших 18 років.
Цивільне працевлаштоване населення становило 0 осіб. 